# Georges Monet
Pour les articles homonymes, voir Monet.
Georges Monet, né le 5 décembre 1751 à Pomarez (Landes), mort le 14 juin 1802 à Hinx (Landes), est un général de brigade de la Révolution française.

## États de service
Il entre en service le 6 mars 1772, et il passe capitaine le 25 mai 1792, à l’armée de la Moselle.
Le 1er juillet 1793, il devient lieutenant-colonel du 3e bataillon de volontaires du Haut-Rhin, et le 3 mai 1794, il est nommé chef de brigade à la 177e demi-brigade de bataille. Le 2 juillet suivant il rejoint l’armée de Sambre-et-Meuse.
Il est promu général de brigade le 13 juin 1795, à l’armée des côtes de Cherbourg, et le 22 septembre 1796, il est affecté dans la 15e division militaire. Le 12 novembre 1797, il prend le commandement du département de Maine-et-Loire, et le 11 juin 1799, il rejoint la 11e division militaire à Bordeaux.
Le 29 mars 1801, il n’est pas inclus dans la réorganisation des états-majors, et il est réformé le 21 mai suivant.
Il meurt le 14 juin 1802 à Hinx dans les Landes.